# Холохно
Холохно — деревня в Батецком муниципальном районе Новгородской области, относится к Батецкому сельскому поселению.

## География
Село находится у р. Удрайка. Вблизи неё остановочный пункт Холохно.
Деревня расположена в 15 км от административного центра сельского поселения и района — посёлка Батецкий.
Деревня стала фактически дачным посёлком, в результате не хватает напряжения электрических сетей

## Население
| 1862 | 2010 |
| ---- | ---- |
| 72   | ↘5   |

большинство холохновцев — пенсионеры

## Транспорт
Железная дорога. Автодороги местного значения.